# 王敬民
王敬民（1536年—？），字用司，號儆吾，河南開封府陳州西華縣民籍，應天府句容縣人，明朝政治人物。

## 生平
隆慶四年（1570年）庚午科河南鄉試第四十五名舉人，隆慶五年（1571年）辛未科三甲166名進士。户部觀政，授任大名府推官，丁憂歸。萬曆五年（1577年）复除東昌府推官，万历八年（1580年）六月考选为吏科给事中，九年五月升工科右給事中。萬曆十年（1582年）九月為副使，隨同正使黃洪憲，出使朝鮮，頒皇子誕生詔敕，賜物，不受餽贈。還朝，十一年正月升吏科左，閏二月升工科都，十五年二月陞太常寺少卿，十六年十二月升大理寺左少卿，十七年六月擢都察院右僉都御史，巡撫南贛地方。二十一年二月南京河南等道考察拾遗，调南京别衙门。

## 家族
曾祖父王鵬；祖父王訓；父王稅，壽官。母朱氏。严侍下。弟王錫民。